# Дав Камерон
Дав Олівія Камерон (англ. Dove Olivia Cameron, при народженні англ. Chloe Celeste Hosterman; нар. 15 січня 1996, Сіетл, штат Вашингтон) — американська акторка та співачка. Відома виконанням подвійної ролі персонажок (двох сестер) у комедії Disney Channel «Лів і Медді». Вона також знялася у Disney Channel — оригінальних фільмах Cloud 9, як Kayla Morgan, і Descendants як Mal, дочка Maleficent.

## Раннє життя
Дав Камерон народилась у Сіетлі, штат Вашингтон, як Chloe Celeste Hosterman. Вона є дочкою Філіпа Алана Гостермана та Бонні Воллес, які пізніше розлучилися, і має старшу сестру Клер Гостерман. Вона виросла на острові Бейнбридж, штат Вашингтон. Навчалася в середній школі Сакай. У віці 8 років, почала виступати у громадському театрі Bainbridge.
Коли їй було 14, її родина переїхала до Лос-Анджелеса, штат Каліфорнія, де вона співала в хорі середньої школи Бербанка. Вона наголошувала, що «багато років прожила у Франції», і що раніше була заляканою через весь власний шкільний досвід, починаючи з п'ятого класу, до кінця середньої школи. Незалежно від тиску в школі та особистої придатності, вона зупинилася на своїх мріях, щоби стати успішною в розважальному жанрі: «Я була дуже захоплена [стати акторкою та співачкою]. Я цілком у це занурилась». Її батько помер 2011 року, коли їй було 15 років. Вона змінила своє юридичне ім'я на Dove, що означає «голубка» на честь батька, який називав її цим прізвиськом.

## Особисте життя
Дав Камерон розповідала про свою бісексуальність.

## Кар'єра
2012 року Камерон знялася у новій оригінальній серії Disney Channel під назвою Bits and Pieces як Alanna. Незабаром після початкових знімань, ці шматки (епізоди) було перероблено у Лів і Медді, де ми побачили Камерон, у подвійній головній ролі сестер Лів і Медді Руні. Перший сезон закінчився 27 липня 2014 року, а другий розпочався 21 вересня 2014 року і здобув 5,8 мільйона глядачів, та тримався найпопулярнішим впродовж двох з половиною років. Пісня із серіалу «Better in Stereo» вперше прозвучала на Billboard Kid Digital Songs, і стала чільним хітом Камерон.
У лютому 2014 року, Камерон підтвердила відомості про те, що почала записи для свого дебютного студійного альбому. Тим не менш, не було ніякого офіційного оголошення, чи буде він записаний з лейблом або незалежно один від одного. Наступний сингл «Count Me In», було випущено 3 червня 2014 року. Пісня прозвучала під номером один на програмі Billboard Kids Digital Songs.
Камерон також зіграла головну роль у своєму першому фільмі без Діснея «Особливо небезпечна», який було випущено A24 Films 2015 року. 2015 року Дав Камерон і Райан Маккартан заснували групу під назвою «The Girl and the Dreamcatcher». Станом на 1 жовтня 2015 року, вони випустили свій перший кліп на пісню «Written in the Stars». Згодом вона мала повсякденну роль як Ruby в телевізійному серіалі ABC агенти S.H.I.E.L.D. (2018 р.). Вона була налаштована озвучити Ghost Spider у майбутньому анімаційному коміксі Marvel, що висвітлює анімаційний супергеройський фільм Marvel Rising: Secret Warriors (2018), а також співає пісню «Born Ready», яка звучить у цьому фільмі.
У 2007 році Камерон зіграла роль молодої Козетт у виставах серіалу Bainbridge Performing Arts (BPA) «Les Miserables», а 2008 року, вона мала головну роль Марії в The Secret Garden, знову ж таки у BPA.
2012 року, Камерон була представлена у новому серіалі оригінального каналу Діснея «Біти та п'єси», як Аланна. Незабаром після знімань пілотного Bits and Pieces, переробленого на Лів і Медді, усі побачили Дав Камерон, що знімалася у подвійній головній ролі Лів та Мэдді Руні. Попередній перегляд серіалу розпочався 19 липня 2013 року, а перший показ відбувся 15 вересня 2013 року. Початковий епізод отримав 5,8 мільйона глядачів впродовж 2,5 років, починаючи з серії Shake It Up!. Дісней Канал відновив показ Лів і Мэдді з 13-епізоду другого сезону, прем'єру якого, планувалося провести восени 2014 року, і який згодом було розширено до 24 епізодів.
27 серпня 2013 року, Камерон випустила кліп «На вершині світу» імпресією Драконів як рекламний сингл. Її обкладинка досягла ротації на Billboard Kid Digital Songs на сімнадцятому місці і провела три тижні на вершині. 15 жовтня 2013 року «Better In Stereo» вийшов як сингл у «Walt Disney Records». «Краще зі стерео» дебютував на каналі «Billboard Kid Digital Songs» на № 21, перш ніж вийти на перше місце, ставши першим хітом № 1 Кемерон. У лютому 2014 року, Камерон підтвердила повідомлення про те, що почався запис її дебютного студійного альбому. Її наступний сингл «Count Me In» було випущено 3 червня 2014 року. Пісня трималася на першому місці на каналі цифрових пісень Billboard Children. Кемерон грала Ліз Ларсон у своєму першому фільмі, котрий не був Діснеєвським, «Барлі Леталь», і який прем'єрно вийшов на A24 Films 2015 року.
Камерон знімалася в телевізійному фільмі «Нащадки», прем'єра якого відбулося 31 липня 2015 року. Фільм, який було переглянуто 6,6 мільйонами людей, породив два перших альбоми Cameron — «Rotten to the Core» з номером 38 та сольну пісню «If Only» під номером 94. Інші пісні з фільму, що виконувала Камерон, як от «Вимкніть це» та «Злий як я», досягли відповідно номерів 6 та 12 у ротації Bubbling Under Hot 100. Саундтрек до фільму, з'явився на фігурному щиті Billboard 200, ставши першим саундтреком з оригінального фільму Каналу Діснея, оскільки це зробив High School Musical 2. У рамках франшизи «Нащадки» Кемерон випустила сингл хітової пісні Крістіни Агілери «Джин у пляшці». Музичне відео крутилося на каналі Діснея з 18 березня 2016 року. Єдиний сингл, що отримав 22 мільйони переглядів менш ніж за місяць.
У 2015 році Камерон і Райан Маккартан створили групу «The Girl and the Dreamcatcher». 2 жовтня 2015 року вони випустили свій перший сингл «Написано на зірках». Група створила власний другий сингл, «Сяючий в темряві», 29 січня 2016 року.
8 квітня 2016 року «Girl and the Dreamcatcher» записали свій третій сингл «Someone Like You». Вони видали власний четвертий сингл «Make You Stay» 17 червня 2016 року. Прем'єра відео на каналі Діснея відбулася у липні 2016 року.